# NN Большой Медведицы
NN Большой Медведицы (лат. NN Ursae Majoris), HD 108316 — одиночная переменная звезда в созвездии Большой Медведицы на расстоянии приблизительно 1338 световых лет (около 410 парсеков) от Солнца. Видимая звёздная величина звезды — от +7,56m до +7,53m.

## Характеристики
NN Большой Медведицы — оранжевая вращающаяся переменная звезда типа BY Дракона (BY:) спектрального класса K2.